# 코코코 다코
《코코코 다코》는 2015년 8월 31일부터 2016년 2월 23일까지 EBS에서 방영되었던 애니메이션 프로그램이다.

## 방송 일시
| 방송 채널 | 방송 시간                    | 구분   | 방송 기간                         |
| --------- | ---------------------------- | ------ | --------------------------------- |
| EBS1      | 월요일, 화요일 오전 8시 45분 | 본방송 | 2015년 8월 31일 ~ 2016년 2월 23일 |
| EBS1      | 월요일, 화요일 오후 4시 30분 | 재방송 | 2015년 8월 31일 ~ 2016년 8월 23일 |
| EBS1      | 월요일, 화요일 오전 8시 45분 | 재방송 | 2016년 2월 29일 ~ 2016년 8월 23일 |

## 에피소드 목록
| 회차 | 부제                       | 본 방송일        |
| ---- | -------------------------- | ---------------- |
| 1화  | 나는야 다코맨              | 2015년 8월 31일  |
| 2화  | 무지개 조각을 찾아서       | 2015년 9월 1일   |
| 3화  | 유령놀이 하자              | 2015년 9월 7일   |
| 4화  | 코코 동산에 보물이 있다고? | 2015년 9월 8일   |
| 5화  | 핑코 쇼쇼                  | 2015년 9월 14일  |
| 6화  | 호수에 누군가 있어         | 2015년 9월 15일  |
| 7화  | 쪼코의 재채기              | 2015년 9월 21일  |
| 8화  | 빵코는 빵을 좋아해         | 2015년 9월 22일  |
| 9화  | 우리 모두 다 같이 뽀뽀     | 2015년 9월 28일  |
| 10화 | 비를 기다려                | 2015년 9월 29일  |
| 11화 | 웃기는 다코                | 2015년 10월 5일  |
| 12화 | 쪼코 키가 컸어!            | 2015년 10월 6일  |
| 13화 | 오르골의 요정              | 2015년 10월 12일 |
| 14화 | 다코가 필요해              | 2015년 10월 13일 |
| 15화 | 무서운 꼬르륵              | 2015년 10월 19일 |
| 16화 | 호들갑쟁이 빵코            | 2015년 10월 20일 |
| 17화 | 다코의 투명 망토           | 2015년 10월 26일 |
| 18화 | 핑코의 비밀                | 2015년 10월 27일 |
| 19화 | 일기예보 빵코              | 2015년 11월 2일  |
| 20화 | 떠나자, 코코 해적들        | 2015년 11월 3일  |
| 21화 | 신기한 소라껍데기          | 2015년 11월 9일  |
| 22화 | 뚝딱뚝딱 공작소            | 2015년 11월 10일 |
| 23화 | 우리는 작곡가              | 2015년 11월 16일 |
| 24화 | 빵코의 잠버릇              | 2015년 11월 17일 |
| 25화 | 버릴 수가 없어             | 2015년 11월 23일 |
| 26화 | 결혼식 놀이                | 2015년 11월 24일 |
| 27화 | 아기가 자라고 있어         | 2015년 11월 30일 |
| 28화 | 마법의 크레용              | 2015년 12월 1일  |
| 29화 | 도시락을 부탁해            | 2015년 12월 7일  |
| 30화 | 다코의 거짓말              | 2015년 12월 8일  |
| 31화 | 슬퍼하지 마요, 핑코        | 2015년 12월 14일 |
| 32화 | 화를내지 마요, 빵코        | 2015년 12월 15일 |
| 33화 | 꼬마 배달부 쪼코           | 2015년 12월 21일 |
| 34화 | 빨랐다 느렸다              | 2015년 12월 22일 |
| 35화 | 박수놀이 하자              | 2015년 12월 28일 |
| 36화 | 노래로 말해요              | 2015년 12월 29일 |
| 37화 | 꼬리가 생겼어              | 2016년 1월 4일   |
| 38화 | 다코의 생일날              | 2016년 1월 5일   |
| 39화 | 다같이 노래해              | 2016년 1월 11일  |
| 40화 | 빨간 부채 파란 부채        | 2016년 1월 12일  |
| 41화 | 왕벌의 비행                | 2016년 1월 18일  |
| 42화 | 요술 막대                  | 2016년 1월 19일  |
| 43화 | 코로 불어봐                | 2016년 1월 25일  |
| 44화 | 세세 번째 소원             | 2016년 1월 26일  |
| 45화 | 냄새 탐정 다코             | 2016년 2월 1일   |
| 46화 | 피아노를 둘이 같이         | 2016년 2월 2일   |
| 47화 | 분홍색이 좋아              | 2016년 2월 8일   |
| 48화 | 태권맨이 되고 싶어         | 2016년 2월 9일   |
| 49화 | 냄새 탐정 다코             | 2016년 2월 15일  |
| 50화 | 피아노를 둘이 같이         | 2016년 2월 16일  |
| 51화 | 분홍이 좋아                | 2016년 2월 22일  |
| 52화 | 태권맨이 되고 싶어         | 2016년 2월 23일  |